# Max Purcell
 Max Purcell  (nacido el 3 de abril de 1998) es un tenista profesional australiano.

## Carrera
Su mejor ranking individual es el Nº 86 alcanzado el 3 de abril de 2023, mientras que en dobles logró la posición 8 el (9 de septiembre de 2024).
No ha logrado un título hasta el momento títulos de la categoría ATP. Solo obtuvo varios títulos Futures tanto en individuales como en dobles.

## Torneos de Grand Slam

### Dobles

#### Títulos (2)
| Año  | Campeonato         | Pareja          | Oponentes en la final    | Resultado en final               |
| 2022 | Wimbledon          | Matthew Ebden   | Nikola Mektić Mate Pavić | 7-6(5), 6-7(3), 4-6, 6-4, 7-6(2) |
| 2024 | Abierto de EE. UU. | Jordan Thompson | Kevin Krawietz Tim Puetz | 6-4, 7-6(4)                      |

#### Finalista (3)
| Año  | Torneo               | Pareja          | Oponentes en la final           | Resultado              |
| 2020 | Abierto de Australia | Luke Saville    | Rajeev Ram Joe Salisbury        | 4-6, 2-6               |
| 2022 | Abierto de Australia | Matthew Ebden   | Thanasi Kokkinakis Nick Kyrgios | 5-7, 4-6               |
| 2024 | Wimbledon            | Jordan Thompson | Harri Heliövaara Henry Patten   | 7-6(7), 6-7(8), 6-7(9) |

## Títulos ATP (8; 0+8)

### Individual (0)
| Leyenda                   |
| Grand Slam (0)            |
| ATP World Tour Finals (0) |
| ATP Masters 1000 (0)      |
| ATP World Tour 500 (0)    |
| ATP World Tour 250 (0)    |

#### Finalista (1)
| N.º | Fecha               | Torneo     | Superficie | Oponente en la final | Resultado |
| --- | ------------------- | ---------- | ---------- | -------------------- | --------- |
| 1.  | 29 de junio de 2024 | Eastbourne | Hierba     | Taylor Fritz         | 4-6, 3-6  |

### Dobles (8)
| Leyenda                         |
| Grand Slam (2)                  |
| ATP Wourld Tour Finals (0)      |
| ATP Masters 1000 World Tour (0) |
| ATP World Tour 500 series (1)   |
| ATP World Tour 250 series (5)   |

| N.º | Fecha                   | Torneo            | Superficie    | Pareja          | Oponentes en la final                | Resultado                        |
| --- | ----------------------- | ----------------- | ------------- | --------------- | ------------------------------------ | -------------------------------- |
| 1.  | 9 de abril de 2022      | Houston           | Tierra batida | Matthew Ebden   | Ivan Sabanov Matej Sabanov           | 6-3, 6-3                         |
| 2.  | 9 de julio de 2022      | Wimbledon         | Hierba        | Matthew Ebden   | Nikola Mektić Mate Pavić             | 7-6(5), 6-7(3), 4-6, 6-4, 7-6(2) |
| 3.  | 9 de abril de 2023      | Houston           | Tierra batida | Jordan Thompson | Julian Cash Henry Patten             | 4-6, 6-4, [10-5]                 |
| 4.  | 22 de octubre de 2023   | Tokio             | Dura          | Rinky Hijikata  | Jamie Murray Michael Venus           | 6-4, 6-1                         |
| 5.  | 11 de febrero de 2024   | Dallas            | Dura (i)      | Jordan Thompson | William Blumberg Rinky Hijikata      | 6-4, 2-6, [10-8]                 |
| 6.  | 25 de febrero de 2024   | Los Cabos         | Dura          | Jordan Thompson | Gonzalo Escobar Aleksandr Nedovyesov | 7-5, 7-6(2)                      |
| 7.  | 6 de abril de 2024      | Houston           | Tierra batida | Jordan Thompson | William Blumberg John Peers          | 7-5, 6-1                         |
| 8.  | 7 de septiembre de 2024 | Abierto de EE.UU. | Dura          | Jordan Thompson | Kevin Krawietz Tim Puetz             | 6-4, 7-6(4)                      |

#### Finalista (7)
| N.º | Fecha                  | Torneo               | Superficie | Pareja           | Oponentes en la final             | Resultado              |
| --- | ---------------------- | -------------------- | ---------- | ---------------- | --------------------------------- | ---------------------- |
| 1.  | 2 de febrero de 2020   | Abierto de Australia | Dura       | Luke Saville     | Rajeev Ram Joe Salisbury          | 4-6, 2-6               |
| 2.  | 1 de noviembre de 2020 | Astaná               | Dura (i)   | Luke Saville     | Sander Gillé Joran Vliegen        | 5-7, 3-6               |
| 3.  | 29 de enero de 2022    | Abierto de Australia | Dura       | Matthew Ebden    | Thanasi Kokkinakis Nick Kyrgios   | 5-7, 4-6               |
| 4.  | 12 de junio de 2022    | 's-Hertogenbosch     | Hierba     | Matthew Ebden    | Wesley Koolhof Neal Skupski       | 6-4, 5-7, [6-10]       |
| 5.  | 23 de julio de 2023    | Newport              | Hierba     | William Blumberg | Nathaniel Lammons Jackson Withrow | 3-6, 7-5, [5-10]       |
| 6.  | 30 de julio de 2023    | Atlanta              | Dura       | Jordan Thompson  | Nathaniel Lammons Jackson Withrow | 6-7(3), 6-7(4)         |
| 7.  | 13 de julio de 2024    | Wimbledon            | Hierba     | Jordan Thompson  | Harri Heliövaara Henry Patten     | 7-6(7), 6-7(8), 6-7(9) |

## Títulos ATP Challenger (19; 5+14)

### Individuales (5)
| N.° | Fecha                 | Torneo                     | Superficie | Oponente en la final      | Resultado             |
| --- | --------------------- | -------------------------- | ---------- | ------------------------- | --------------------- |
| 1.  | 24 de julio de 2016   | Challenger de Gimcheon     | Dura       | Andrew Whittington        | 3-6, 7-6(6), 5-1 ret. |
| 2.  | 18 de julio de 2021   | Challenger de Nur-Sultan 3 | Dura       | Jay Clarke                | 3-6, 6-4, 7-6(6)      |
| 3.  | 19 de febrero de 2023 | Challenger de Chennai      | Dura       | Nicolás Moreno de Alborán | 5-7, 7-6(2), 6-4      |
| 4.  | 26 de febrero de 2023 | Challenger de Bangalore    | Dura       | James Duckworth           | 3-6, 7-5, 7-6(5)      |
| 5.  | 5 de marzo de 2023    | Challenger de Pune         | Dura       | Luca Nardi                | 6-2, 6-3              |

### Dobles (14)
| N.° | Fecha                   | Torneo                      | Superficie    | Pareja             | Oponentes en la final              | Resultado            |
| --- | ----------------------- | --------------------------- | ------------- | ------------------ | ---------------------------------- | -------------------- |
| 1.  | 5 de agosto de 2017     | Challenger de Lexington     | Dura          | Alex Bolt          | Tom Jomby Eric Quigley             | 7-5, 6-4             |
| 2.  | 18 de noviembre de 2017 | Challenger de Toyota        | Moqueta       | Andrew Whittington | Ruben Gonzales Christopher Rungkat | 6-3, 2-6, 10-8       |
| 3.  | 16 de noviembre de 2018 | Challenger de Bangalore     | Dura          | Luke Saville       | Purav Raja Antonio Šančić          | 7-6(3), 6-3          |
| 4.  | 5 de enero de 2019      | Challenger de Playford City | Dura          | Luke Saville       | Ariel Behar Enrique López-Pérez    | 6-4, 7-5             |
| 5.  | 2 de febrero de 2019    | Challenger de Launceston    | Dura          | Luke Saville       | Hiroki Moriya Mohamed Safwat       | 7-5, 6-4             |
| 6.  | 24 de marzo de 2019     | Challenger de Zhangjiagang  | Dura          | Luke Saville       | N. Sriram Balaji Hans Hach Verdugo | 6-2, 7-6(5)          |
| 7.  | 21 de abril de 2019     | Challenger de Anning        | Tierra batida | Luke Saville       | David Pel Hans Podlipnik-Castillo  | 4-6, 7-5, 10-5       |
| 8.  | 5 de mayo de 2019       | Challenger de Seúl          | Dura          | Luke Saville       | Ruben Bemelmans Sergiy Stakhovsky  | 6-4, 7-6(7)          |
| 9.  | 28 de julio de 2019     | Challenger de Binghamton    | Dura          | Luke Saville       | JC Aragone Alex Lawson             | 6-4, 4-6, 10-5       |
| 10. | 26 de octubre de 2019   | Challenger de Traralgon     | Dura          | Luke Saville       | Brydan Klein Scott Puodziunas      | 6-7(2), 6-3, 10-4    |
| 11. | 10 de enero de 2020     | Challenger de Canberra      | Dura          | Luke Saville       | Jonathan Erlich Andrei Vasilevski  | 7-6(3), 7-6(3)       |
| 12. | 22 de octubre de 2022   | Challenger de Busan         | Dura          | Marc Polmans       | Nam Ji-sung Song Min-kyu           | 6-7(5), 6-2, [12-10] |
| 13. | 4 de febrero de 2023    | Challenger de Burnie        | Dura          | Marc Polmans       | Luke Saville Tristan Schoolkate    | 7-6(4), 6-4          |
| 14. | 1 de abril de 2023      | Challenger de Lille         | Dura (i)      | Jason Taylor       | Dustin Brown Aisam-ul-Haq Qureshi  | 7-6(3), 6-4          |